# Слонимское гетто
Гетто в Сло́ниме (август 1941 — декабрь 1942) — еврейское гетто, место принудительного переселения евреев города Слоним Гродненской области в процессе преследования и уничтожения евреев во время оккупации территории Белоруссии войсками нацистской Германии в период Второй мировой войны.

## Оккупация Слонима и создание гетто
После оккупации Польши нацистской Германией в сентябре 1939 года количество евреев в Слониме увеличилось за счет беженцев из Польши и достигло 27 000 человек — почти 80 % от общего числа жителей.
Город находился под немецкой оккупацией более 3-х лет — с 26 (24, 25) июня 1941 года по 10 июля 1944 года. Красная армия стремительно отступала, и евреи из западной части Беларуси в подавляющем большинстве просто не успели эвакуироваться.
Нацистский план окончательного решения еврейского вопроса в Слониме, как и в других местах, начался с введения ограничительных мер для евреев. Сразу после захвата города оккупационные власти приказали евреям, под страхом смерти, нашить на одежду шестиконечные звезды, а всем мужчинам было предписано ночевать только в здании синагоги. Затем немцы заставили евреев создать юденрат, первый состав которого вскоре расстреляли. На еврейскую общину была наложена контрибуция в два миллиона рублей.
17 (14) июля 1941 года нацисты убили 1200 слонимских евреев на окраине города.
В середине августа 1941 года (в сентябре, 24 декабря 1941 года) евреи Слонима и близлежащих местечек были согнаны гитлеровцами в гетто на территории, прилегающей к реке Щаре и каналу Огинского, с запретом выходить из него, а нееврейскому населению города было запрещено входить туда.
К 1942 году полицейский гарнизон Слонима состоял из отряда польской и белорусской полиции численностью 300 человек, украинского карательного батальона в 300 человек, литовского карательного батальона в 120 человек и 30 немецких жандармов.

## Уничтожение гетто

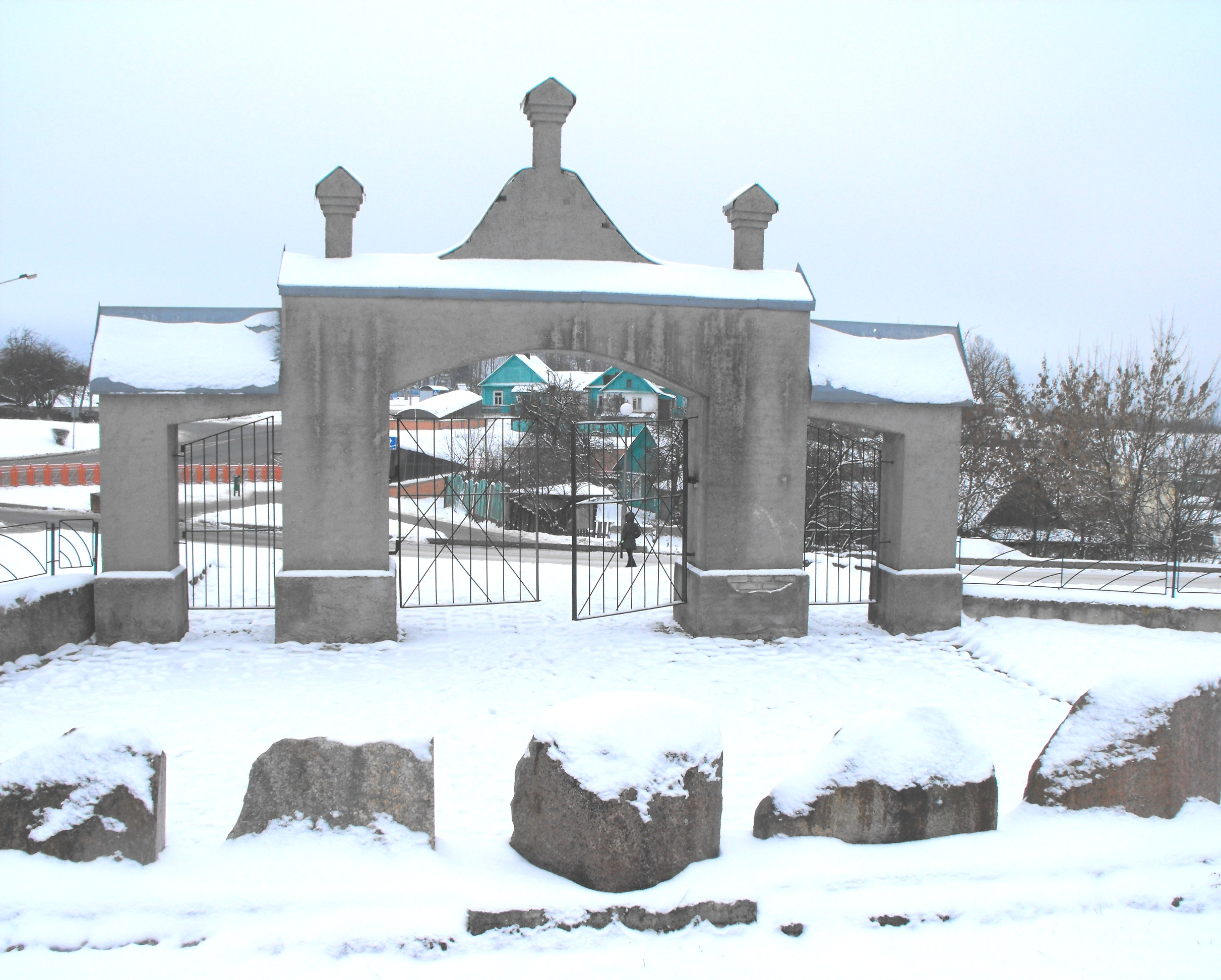
Территория бывшего еврейского кладбища в Слониме с камнями в память евреев гетто Слонима и партизанах-евреях

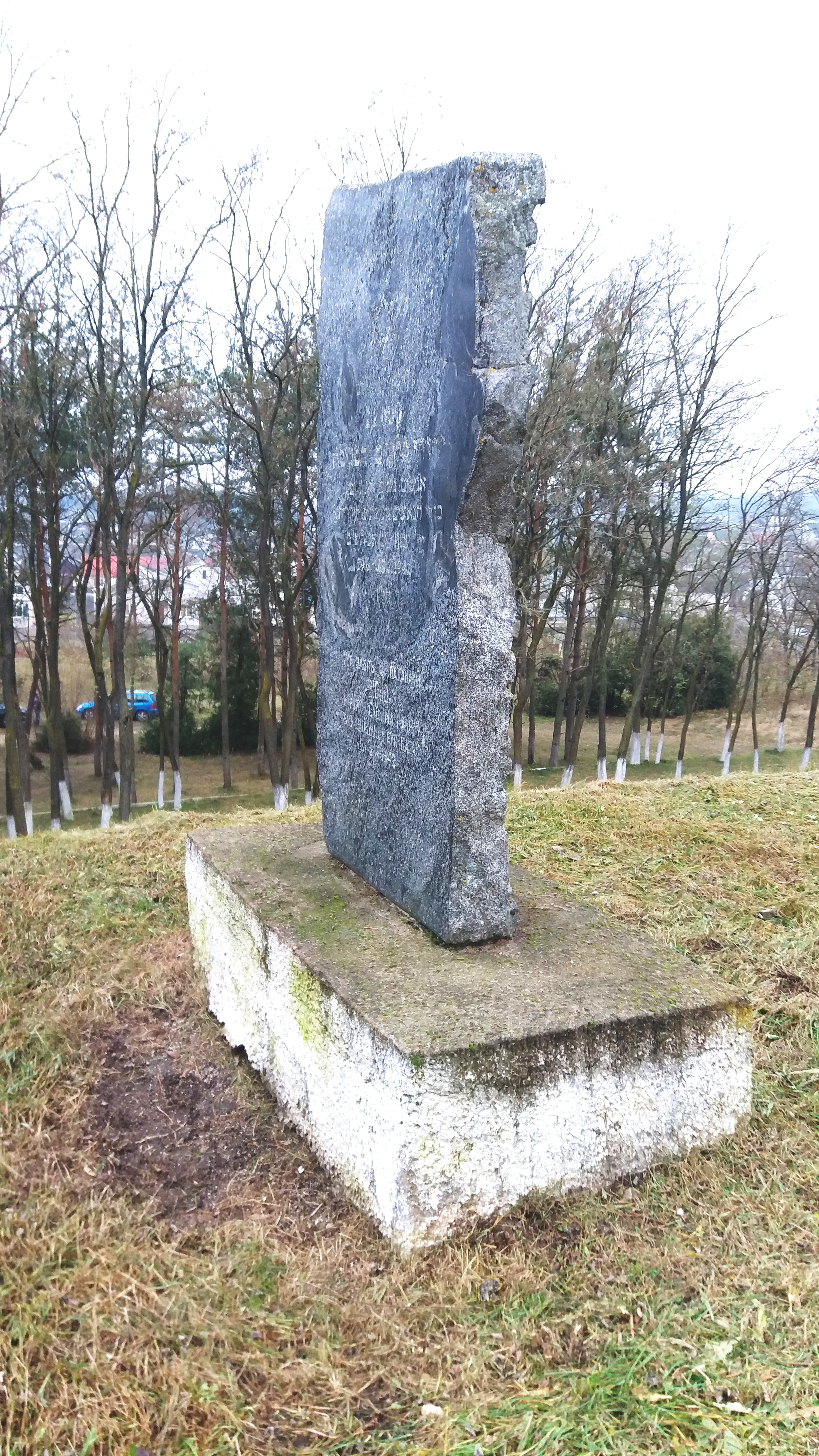
Памятник на Петралевичском холме

С июня по ноябрь 1941 года в гетто умерли от голода 10 000 человек.
13-14 ноября 1941 года были расстреляны от 8000 до 9000 евреев из Слонима и деревень Слонимского района. Убийство было осуществлено, в основном, руками солдат вермахта (6-я рота 727-го пехотного полка) при участии айнзатцгрупп СД и белорусских и польских коллаборационистов.
В июне 1942 года командир партизанского отряда имени Щорса П. В. Пронягин предупредил евреев Слонима о планах полного уничтожения гетто, составил план побега, передал его узникам и организовал операцию по выводу евреев из города в лес. Около 170 евреев — узников Слонимского гетто, смогли вырваться из гетто и присоединились к партизанам.
29 июня 1942 года гетто было окружено немцами, литовскими и местными полицаями. Председатель юденрата был убит одним из первых. Нацисты так быстро оцепили гетто, что подпольщики не успели собраться вместе для оказания сопротивления. Многие узники были расстреляны на месте.
Через несколько дней после погрома 29 июня 1942 года спрятавшиеся евреи стали выбираться из укрытий и пытались уйти в леса. Немцы объявили, что «акция» (таким эвфемизмом гитлеровцы называли организованные ими массовые убийства) закончена, оставшиеся в живых могут больше не бояться, и их якобы определят в рабочие команды, только требуется на своих желтых шестиконечных нашивках нашить ещё и белый крест. Несколько сотен евреев поверили этому обману, были схвачены и расстреляны.
На протяжении нескольких дней в уничтожении гетто принимал участие 18-й латышский полицейский батальон под командованием майора Рубениса. Перед убийством евреев полностью раздевали и вырывали золотые зубы. Капрал Эрнест Вилнис из этого батальона фотографировал сцены массовых убийств и позднее продавал фотографии по пять марок за каждую. Лейтенант Франц Лемешонок-Эглайс цинично хвастался между выстрелами: «С 30 метров прямо в голову — для меня это просто».
Только по задокументированным данным, к 31 июля 1942 года в Слониме были убиты 8000 (10 000, 15 000) евреев. Каратели оставили в живых 150 евреев-специалистов, которых, по воспоминаниям свидетелей, «просто „вырывали“ из рядов обреченных», а их семьи тут же расстреливали.
20 августа 1942 года немцы расстреляли ещё 400 евреев, а в декабре 1942 года Слонимское гетто было окончательно уничтожено. Массовые убийства большей частью происходили недалеко от Слонима — на Петралевичской горе и на Чепелевских полях.
В начале сентября 1942 года в Слониме ещё оставалось в живых 300 евреев, которых убили к декабрю 1942 года.
По свидетельству Слонимского гебитскомиссара Герхарда Эррена, на протяжении первых 1,5 лет оккупации в Слонимском районе были убиты около 25 000 евреев.
В декабре 1942 года под Слонимом в борьбе против партизан и в уничтожении мирного населения принимал участие 271-й латышский полицейский батальон. В одном из оперативных немецких приказов по району Жировичи — Бытень — Коссово сообщалось: «Каждого бандита, цыгана и еврея рассматривать как врага… В населенных пунктах, расположенных в районе операции, было уничтожено 2658 евреев и 30 цыган.».

## Сопротивление
Уже в конце 1941 года в Слонимском гетто было организовано сопротивление — начала действовать подпольная организация, во главе которой стоял 19-летний Герц Шепетинский. Была установлена связь с партизанским движением и местными подпольными организациями, удалось установить контакт с группой партизан под командованием П. В. Пронягина.
В июле 1942 года, во время массовых убийств узников гетто, часть еврейской молодежи оказала сопротивление нацистам и их пособникам, а около 500 человек сумели бежать в леса и большей частью присоединились к партизанам.

## Случаи спасения
Во время одной из «акций» узник гетто Гутерман схватил полицая-конвоира, вместе с ним выбросился из грузовика, на котором евреев везли к месту убийства, отобрал у него винтовку и смог с оружием скрыться в лесу.

## Память
В 1994 году в Слониме на месте бывшего еврейского кладбища возведён мемориальный комплекс в память убитым евреям — узникам Слонимского гетто. Памятники установлены на местах убийства 14 ноября 1941 года, 29 июня — 15 июля 1942 года и 17 июля 1941 года.
В 2022 году к востоку от деревни Петралевичи (Павловский сельсовет) был установлен памятник в память о 10 000 узниках Слонимского гетто, расстрелянных нацистами в июне-июле 1942 года.
Опубликованы неполные списки убитых евреев Слонима.